# Rotorua International Stadium
Das Rotorua International Stadium ist ein Stadion in Rotorua auf der Nordinsel Neuseelands. Es befindet sich an der Devon Street West am südwestlichen Stadtrand und wird hauptsächlich für Rugby-Union- und Rugby-League-Spiele verwendet. Der Auswahlmannschaft der Bay of Plenty Rugby Union in der nationalen Meisterschaft ITM Cup dient es als eines von zwei Heimstadien (neben dem Baypark Stadium in Tauranga). Es ist ebenso das Heimstadion des Fußballvereins Rotorua United; gelegentlich trägt auch der Waikato FC in der New Zealand Football Championship hier Heimspiele aus.
Das Stadion wurde 1911 eröffnet und seither mehrmals erweitert. Heute hat es eine Kapazität von 34.000 Zuschauern. Es wird häufig für Konzerte genutzt, beispielsweise seit 2008 für das jährlich stattfindende Raggamuffin Music Festival. Während der Rugby-Union-Weltmeisterschaft 1987 war das Rotorua International Stadium Austragungsort des Spiels um den dritten Platz, während der Rugby-Union-Weltmeisterschaft 2011 fanden hier drei Vorrundenspiele statt. Ferner fanden hier mehrere Rugby-Union- und Rugby-League-Länderspiele statt. Am nördlichen Ende ist ein Softballfeld in das Stadion integriert.